# Square de l'Esterel
Le square de l'Esterel est une voie du 20e arrondissement de Paris, en France.

## Situation et accès
Le square de l'Esterel est une voie privée située dans le 20e arrondissement de Paris. Il débute au 8, boulevard Davout et se termine au 3-7, square du Var.

## Origine du nom
Le square porte le nom du massif de l'Esterel situé entre Saint-Raphaël et Mandelieu.

## Historique
La voie a été ouverte et a pris sa dénomination actuelle en 1932 sur l'emplacement du bastion no 10 de l'enceinte de Thiers.
Elle était incluse dans la ZAC Porte-de-Vincennes.